# Seconda battaglia di Dego
La battaglia di Dego fu combattuta tra il 14 e il 15 aprile 1796 a Dego tra le truppe francesi dell'Armata d'Italia comandata dal Generale Napoleone Bonaparte, contro ciò che rimaneva delle truppe austriache e del Regno di Piemonte e Sardegna, comandate da Argenteau e Vukassovich.
La battaglia, avvenuta all'interno della campagna di Montenotte, si concluse con l'ennesima vittoria francese sulle truppe della coalizione.

## Ordine
All'alba del giorno 11 aprile 1796 la brigata austriaca del generale Matias Rukavina, composta due battaglioni tedeschi (IR n. 50 Conte Stain e IR n. 49 Conte Pellegrini) e tre compagnie del Freikorp di Giulay, si accingeva a raggiungere Montenotte. L'artiglieria, forte di 18 cannoni leggeri da tre libbre, 4 da sei libbre e 2 obici, manovrati da un totale di 200 artiglieri, comandati da un tenente colonnello, venne lasciata in Dego. Le truppe imperiali, ma tuttavia dipendenti dal comando del Re di Sardegna, facenti parte della brigata guidata dal generale Giovanni Provera e situate sulla riva sinistra della Bormida, erano 12 compagnie croate e slovene del Corpo Franco di Giulay, due battaglioni lombardi del IR n. 44, Conte Belgiojoso, e due compagnie granatiere tedesche del IR n. 27, Conte Strassoldo.
Oltre a Provera, anche i generali Colli-Marchini ed Argenteau erano giunti in Piemonte come generali brigadieri di un contingente di circa 9000 soldati austriaci che venne aggregato all'esercito piemontese a seguito della Convenzione di Milano siglata tra Austria e Sardegna nell'autunno del 1792. Provera, a mezzogiorno del 12 aprile, si trovava sulle alture di Carcare, in attesa del rapporto di truppe inviate in ricognizione verso sud. Nel frattempo cominciarono ad arrivare le prime notizie a proposito di Montenotte. Un ulteriore rinforzo per le file piemontesi era costituito dal reggimento "La Marina", guidato dal colonnello Giuseppe Amedeo Avogadro di Ronco e che contava su circa 700 soldati (divisi in due battaglioni di quattro compagnie ciascuno).
All'alba del 13 i francesi operarono un aggiramento delle posizioni di Provera con un movimento fulmineo. L'azione proseguì e arrivarono a sorprendere le truppe dell'IR n. 44 e dell'IR n. 27 che si ritirarono precipitosamente. Provera, rimasto con poco più di 700 uomini, venne circondato e non poté far altro che rifugiarsi nel Castello di Cosseria. Come azioni in preparazione allo scontro, Avogadro si preoccupò di spianare il terreno circostante alle posizioni dell'artiglieria e di inviare alcuni picchetti in perlustrazione, uno di questi sorprese indifesa una batteria francese e ne catturò  un cannone. La mattina del 13 aprile giunsero a Dego il terzo battaglione tedesco dell'IR n. 26 Barone Schroder, che contava su circa 600 uomini, e un battaglione del reggimento Monferrato (circa 350 uomini). I difensori di Dego alle ore 12 del 14 aprile erano in totale 3000 uomini circa. Dopo la presa di Cosseria Bonaparte poté concentrarsi su Dego.

## La battaglia

### Primo giorno
Il primo assalto avvenne poco dopo mezzogiorno secondo lo schema elaborato il giorno prima dal generale Massena. L'esercito fu diviso in tre colonne, ognuna con un obiettivo diverso.
La colonna di destra, composta da 4 000 uomini al comando di Rondeau, attaccò lungo la strada che da Girini portava a Dego. Poi, un distaccamento di 1 500 uomini andò ad occupare la strada che congiungeva Dego con le Langhe, in modo da bloccare ogni tentativo di soccorso che gli austriaci potessero tentare da Pareto.

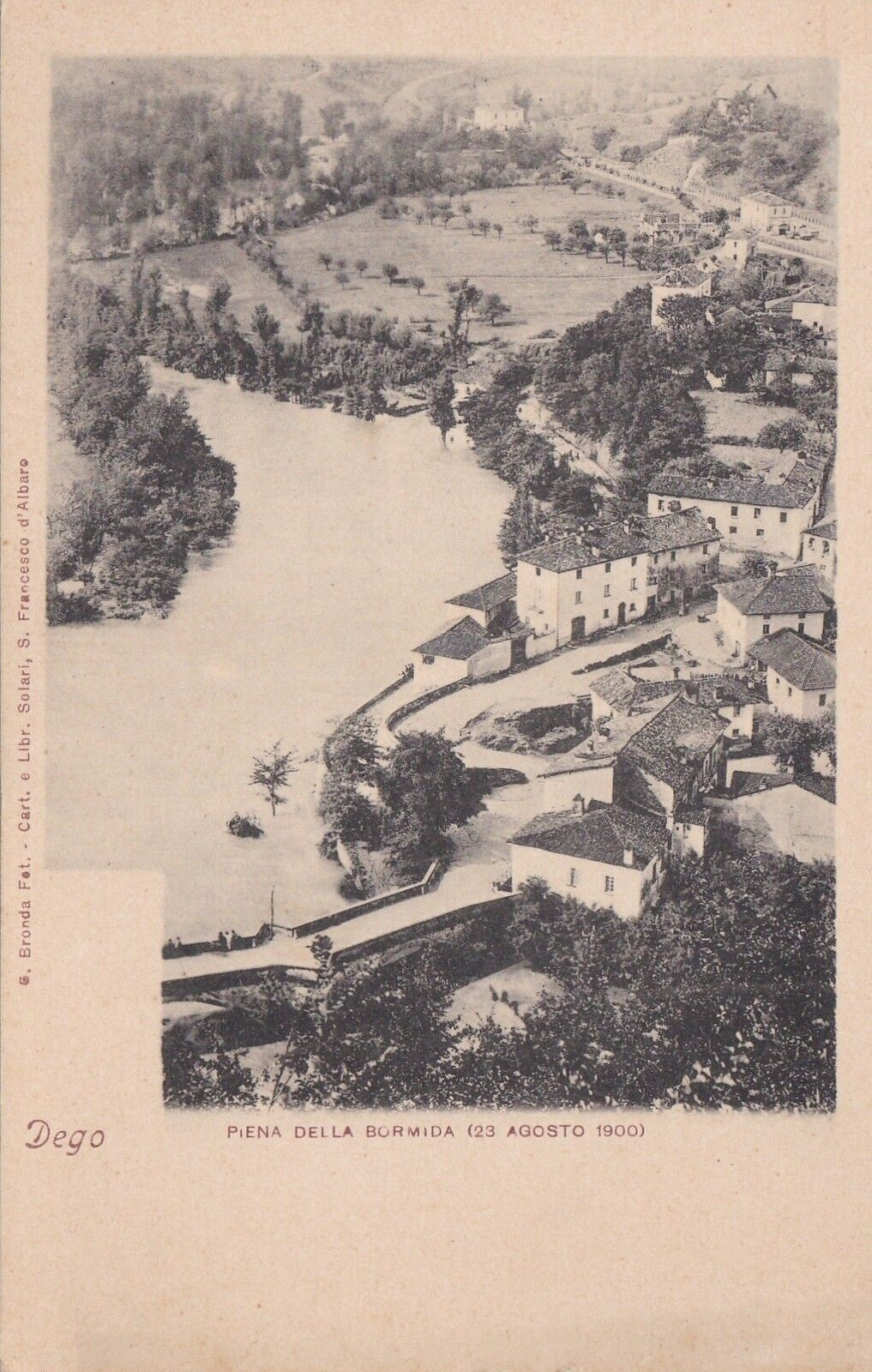
Dego in una foto dell'inizio Novecento

La colonna al centro, composta da 2000 uomini e guidata da Menard e Joubert, diede l'assalto al forte. La resistenza degli austriaci fu notevole ed ostinata. Solo dopo diverse ore, i francesi riuscirono a fare breccia nelle difese del castello e ad affrontare la guarnigione che lo occupava. Gli austriaci del corpo di Giulay si rifiutarono di arrendersi e furono massacrati dalle forze francesi.
La colonna di sinistra, comandata dallo stesso Massena, circondò gli avamposti nemici di Costa e del Castello. Dopo aver guadato il fiume Bormida per ben due volte, raggiunse rapidamente la linea difensiva Bric Casan – Bric Rosso. Assaliti su tutti i fronti, i piemontesi furono costretti a ritirarsi, ma furono per lo più decimati (tranne qualche valoroso che riuscì a riparare verso nord combattendo).
La guarnigione di Dego fu quasi annientata: lo stesso resoconto austriaco dice che i 7 battaglioni presenti furono quasi completamente presi e i 18 cannoni perduti. Nel complesso, austriaci e piemontesi persero più di 2000 uomini tra feriti, catturati e morti; i francesi poco più di 200.

### Secondo giorno
I francesi, convinti di aver completamente annientato le forze austriache in zona, abbassarono la guardia, lasciando solo un misero gruppo di 500 o 600 soldati a guardia dell'intera zona. Il resto dei soldati si recò in paese, dandosi al saccheggio del luogo.
Argenteau, nei giorni precedenti, aveva richiesto a Vukassovich di avanzare con i suoi uomini, i croati delle divisioni Nadasti ed Alvinczi verso Dego, per proteggere la cittadina, fortemente minacciata dalle truppe francesi. Il messaggio, scritto ed inviato durante la notte del 14 aprile, recava queste istruzioni, rivolte per la mattina seguente. Vukassovich, che ricevette il messaggio solo dopo l'alba del 14 aprile, interpretò l'ordine come se fosse inteso per il giorno successivo.
Quindi, la mattina del 15 aprile, un gruppo di 5000 soldati austriaci si presentò a Dego, cogliendo alla sprovvista i soldati francesi, in parte ancora impegnati nel saccheggio della cittadina. Le truppe repubblicane, disorganizzate, furono costrette d evacuare la cittadina e a regalare il suo possesso a Vukassovich. I soldati austriaci ripresero il forte senza troppa fatica e fecero strage dei francesi che tentavano di fuggire, sparando loro dall'altro della montagna.

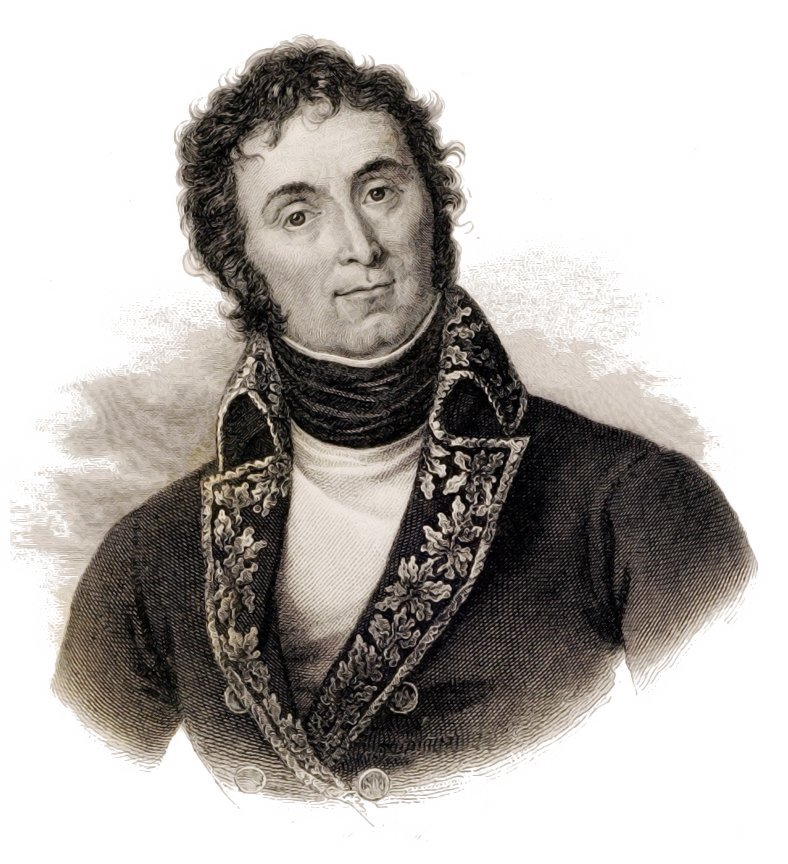
Il generale André Massena

Massena riorganizzò i suoi uomini e li dispose in tre colonne, nello stesso modo in cui aveva combattuto il giorno precedente, dando battaglia a Vukassovich. Lo scontro fu cruento, con molte vittime da entrambi i lati. Gli austriaci combatterono ferocemente, impedendo ai francesi di recuperare le posizioni vinte il giorno precedente. Gli stessi uomini di Massena, ancora stanchi ed in parte demoralizzati, non riuscirono a combattere con il dovuto ardore.
All'annuncio del rinnovato attacco a Dego, Napoleone, che credeva di avere di fronte a sé l'intero esercito di Beaulieu, ordinò a Laharpe e Victor di riportare i loro uomini in direzione di Dego, mentre lui stesso raggiungeva la posizione di Massena. All'una di pomeriggio il comandante dell'armata repubblicana si trovò a dialogare con Massena. Napoleone ordinò un assalto su tutta la linea: Vukassovich, che non vedeva arrivare rinforzi da Acqui, dovette cedere ai superiori numeri dei francesi e si ritirò.

## Epilogo
A causa della sconfitta gli austriaci furono costretti a ritirarsi verso la Lombardia, ma Bonaparte invece di inseguirli come desiderava il Direttorio, preferì finire ciò che restava dell'esercito sabaudo.  
Argenteau, il maggior responsabile della disfatta, fu deferito al giudizio del Consiglio Aulico di Guerra e perse il suo posto da governatore di Brno, dove morì nel 1819. Vukassovich, per l'azione di Dego si guadagnò la promozione a generale brigadiere e continuò a combattere i francesi sino al 1809, quando morì nella battaglia di Wagram da generale di divisione a 54 anni.